# Hercegszántó

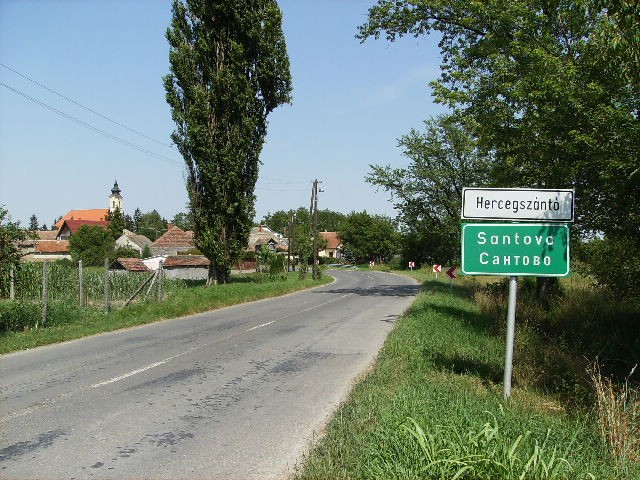
Hercegszántó

Hercegszántó is een plaats (község) en gemeente in het Hongaarse comitaat Bács-Kiskun. Hercegszántó telt 2172 inwoners (2007).

## Geboren
- Flórián Albert (1941-2011), voetballer

## Voetnoten
1. 1 2  2007-es KSH-adatok